# Francisco Rothhammer Engel
Francisco Rothhammer Engel (Santiago, 9 de noviembre de 1940) es un dentista, académico y doctor especializado en genética humana de la Universidad de Chile.
Es conocido por sus trabajos y especialidad de genética humana en pueblos indígenas, temática en la que cuenta con cerca de 200 trabajos de investigación.
En 1995 formó parte de un grupo de investigadores de la Universidad de Pittsburgh que rastreó el ADN mitocondrial de 1300 nativos americanos y 300 restos humanos precolombinos, describiendo el paleoplamiento de América.

## Vida personal
Francisco Rothhammer nació en la comuna de Recoleta (Chile) ubicada en Santiago de Chile el 9 de noviembre de 1940.  Sus padres son Francisco Rothhammer y Antonia Engel. Asistió al Colegio Alemán de Santiago durante su educación básica y media. Se casó el 17 de abril de 1970  con María Olga Achondo Bonnet y se divorció el año 1978.

## Estudios superiores
Es cirujano dentista de la Facultad de Odontología de la Universidad de Chile y realizó un Doctorado en Ciencias Biológicas en la Facultad de Ciencias de la misma universidad. En 1970 obtiene un postítulo en genética humana en la Universidad de Míchigan.

## Cargos académicos
Actualmente es profesor titular del programa de genética humana ICBM de la facultad medicina en la Universidad de Chile y además profesor titular del instituto de alta investigación de la Universidad de Tarapacá. Fue académico de la Universidad de Chile y director del departamento de Genética de la Facultad de Medicina, además fue profesor visitante de la Universidad de Texas en Estados Unidos.

## Sus investigaciones
Su área de especialización es la genética humana en poblaciones, especialmente poblaciones originarias americanas. En sus trabajos se refiere a los cambios y consecuencias biomédicas de la invasión de los conquistadores europeos, que generó cambios irreversibles en la geografía, genética y cultura de los pueblos. Ha publicado más de 200 trabajos científicos.
En el año 1955 realizó un trabajo en conjunto con la Universidad de Pittsburgh, rastreando el ADN mitocondrial de 1300 nativos americanos y restos humanos precolombinos en el continente. 
En la Universidad de Heidelberg, junto a otros investigadores, trabaja en los patrones de mortalidad de tipos de cáncer en la población chilena relacionada con ancestros de índole americano, europeo o africano; identificando los genes con el fin de iniciar tratamientos preventivos.

## Premios y distinciones
- Becado por International Fogarty Center. National Institutes of Health. (1970)

- Medalla por Destacada Trayectoria Académica Facultad de Medicina  Universidad de Chile (2007)

- Medalla a la Excelencia Académica Facultad de Medicina Universidad de Chile (2007)

- Medalla a la Excelencia Académica Facultad de Medicina Universidad de Chile (2009)

- Medalla a la Excelencia Académica Facultad de Medicina Universidad de Chile (2013)

- Hijo Ilustre de la ciudad Arica y Parinacota. (2016)

- Medalla Rectoral, Universidad de Chile. (2016)

- Premio Nacional de Ciencias Naturales de Chile (2016)[8]